# Bout de Zan chanteur ambulant
Bout de Zan chanteur ambulant és una pel·lícula muda francesa escrita i dirigida per Louis Feuillade i estrenada el 18 d’abril de 1913.
Aquesta pel·lícula forma part de la sèrie Bout de Zan.

## Repartiment
- René Poyen : Bout de Zan
- Marthe Vinot